# Régime hyposodé

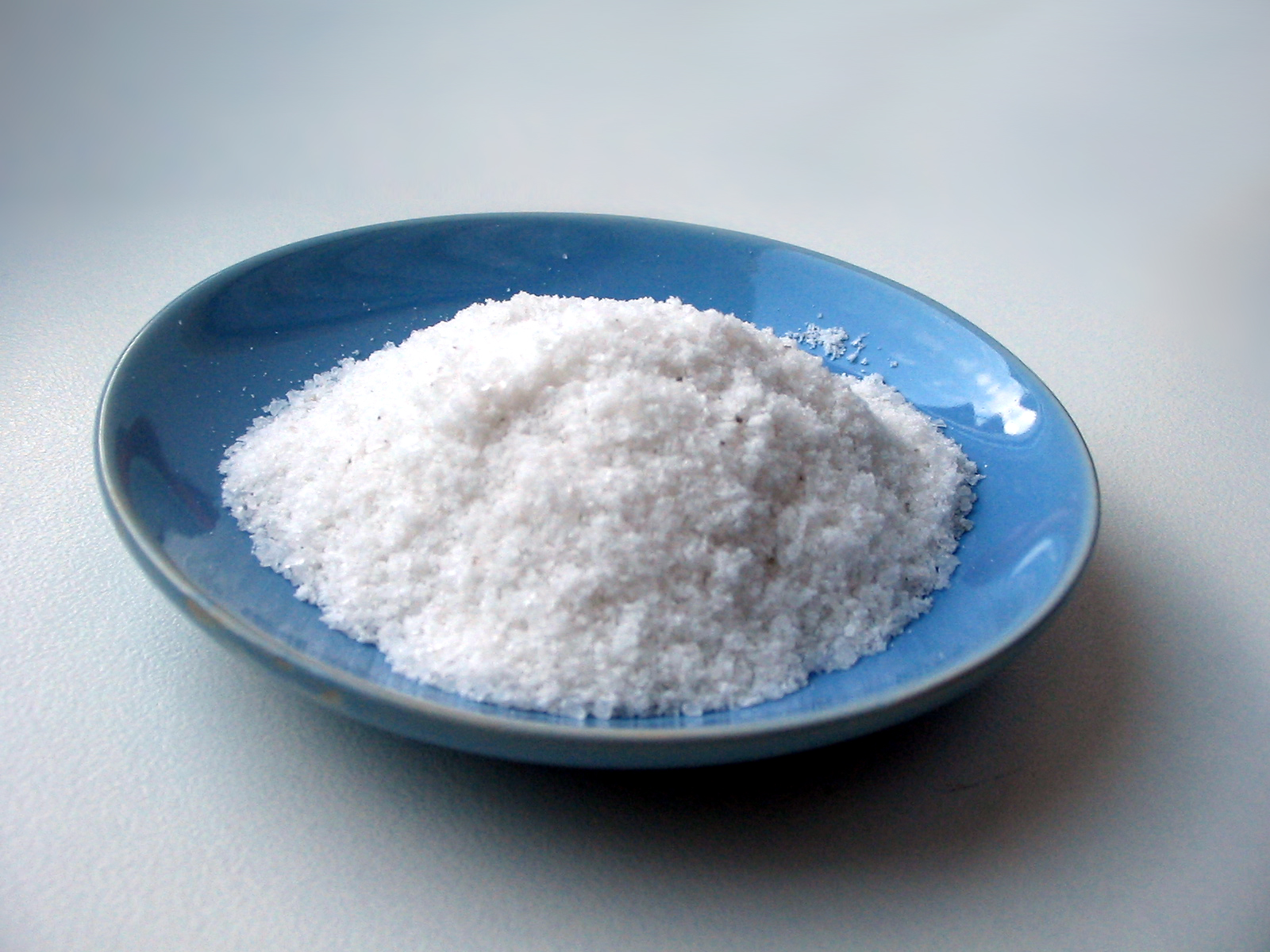
Ingrédient à proscrire dans le régime hyposodé : le sel !

Le régime hyposodé tend à restreindre les apports en sodium dans l'alimentation :
il est généralement prescrit aux hypertendus et aux insuffisants cardiaques ou lors de la prise de certains médicaments notamment les corticoïdes.
Le sodium est l'un des deux composants du sel alimentaire et 1 g de sodium équivaut à 2,5 g de sel. Ce dernier fournit 90 % du sodium de l'organisme. 

## Consommation journalière
Elle peut être calculée soit par enquête alimentaire, soit en mesurant la quantité de sodium excrétée dans les urines, qui, chez une personne normale, équivaut à son apport. 
Dans les pays occidentaux, la consommation journalière de sel peut dépasser les 10 g par jour. Les apports alimentaires les plus évidents sont le sel de table et de cuisine. Mais le sel "caché" est aussi présent, et en grande quantité, dans les aliments transformés (fromages à pâte dure, charcuteries, viandes et poissons en conserves, pâtisseries et biscuits, pains et biscottes, les condiments, les eaux minérales (gazeuses ou non gazeuses, selon la source où elles sont captées, le gaz dissous étant généralement du gaz carbonique qui, lui, ne contient pas de sodium). 
Le sodium peut aussi être présent dans certains médicaments.

## Conséquences de la surconsommation de sel
Elle serait responsable de 3 millions de décès annuels.
Il existe une corrélation directe entre la quantité de sel consommée et le niveau de la tension artérielle.
Elle augmente également le risque de survenue d'un cancer de l'estomac, d'une lithiase urinaire. Elle facilite l'ostéoporose, l'obésité.

## Régime hyposodé
Il nécessite une modification des habitudes alimentaires : suppression de la salière, diminution du sel utilisé en cuisine, diminution de la quantité d'aliments salés...
Le sel peut être remplacé par des aromates, fines herbes, épices, jus de citron.
Il existe également des succédanés (chlorure de potassium) à utiliser uniquement avec accord du médecin, pour les cas où l'apport en sodium doit être limité de façon importante.
Au niveau politique, on peut définir des cibles à atteindre, inciter les industriels de l'industrie agro-alimentaire à diminuer la quantité de sel dans leurs produits, d'afficher cette dernière, ainsi qu'avoir une attitude éducative vis-à-vis de la population, avec des résultats probants en Grande-Bretagne. 

## Efficacité médicale
Il permet la réduction de la pression artérielle et du risque de survenue d'une maladie cardiovasculaire, avec un effet dose-réponse. Cet effet est plus marquée si la pression artérielle est plus élevée avant régime.